# هومبيرتو ألفاريز
هومبيرتو ألفاريز (بالإسبانية: Humberto Álvarez)‏ هو لاعب كرة قدم كولومبي، ولد في 1929 في ميديلين في كولومبيا، وتوفي في 9 يونيو 2019. شارك مع منتخب كولومبيا لكرة القدم. أما مع النوادي، فقد لعب مع أتلتيكو ناسيونال وإنديبندينتي ميديلين وديبورتيفو كالي.